# Microgravité
Ne doit pas être confondu avec micropesanteur.

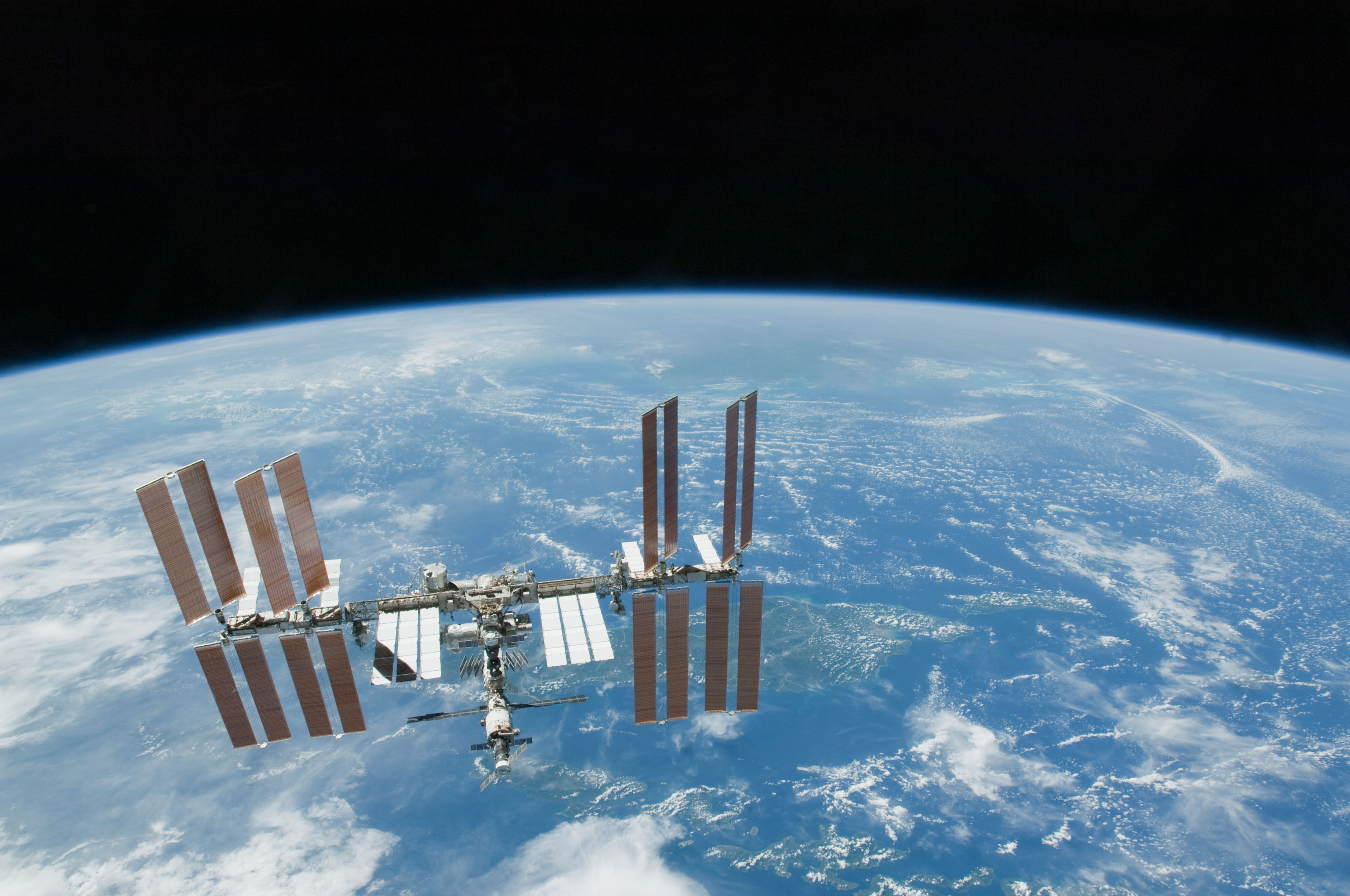
La Station spatiale internationale, un environnement en micropesanteur, mais pas en microgravité.

La microgravité, dans le domaine de l'astronautique, est l'état d'un corps tel que l'ensemble des forces d'origine gravitationnelle auxquelles il est soumis possède une résultante très faible par rapport à la pesanteur à la surface de la Terre.
La microgravité caractérise un point de l'espace où les forces de gravitation ont un effet très faible, soit parce qu'il se trouve très éloigné de tout corps massif, soit parce que les influences gravitationnelles de plusieurs corps massifs s'y compensent presque exactement (par exemple en un point de Lagrange). La microgravité ne peut donc pas se produire au voisinage de la Terre.

## Microgravité et micropesanteur
On emploie souvent, à tort, le terme microgravité à la place d'impesanteur ou de micropesanteur. Ces notions sont pourtant très différentes : elles décrivent l'état d'un corps  pour lequel les forces gravitationnelles et inertielles ont une résultante nulle ou presque nulle. L'impesanteur ou la micropesanteur dépend donc à la fois du mouvement du corps et du point de l'espace où il se trouve, alors que la microgravité ne dépend que du point où il se trouve. Un objet en chute libre ou en orbite autour de la Terre peut être en état d'impesanteur mais pas de microgravité. Un astronaute à bord de la Station spatiale internationale se trouve dans un état d'impesanteur du fait du mouvement de la station spatiale en chute libre autour de la Terre (sa vitesse lui permet de ne jamais percuter la Terre), mais étant en orbite terrestre basse, la gravité y est pratiquement identique à celle ressentie à la surface de la Terre (cf. tableau ci-dessous)[source insuffisante].

## Gravité en différents points de l'espace
| Lieu                            | Source de la gravité | Source de la gravité | Source de la gravité    | Total                    | Microgravité ? |
| Lieu                            | Terre                | Soleil               | reste de la Voie lactée | Total                    | Microgravité ? |
| ------------------------------- | -------------------- | -------------------- | ----------------------- | ------------------------ | -------------- |
| Surface de la Terre             | 9,81 m/s2            | 6 mm/s2              | 200 pm/s2 = 6 mm/s/an   | 9,81 m/s2                | Non            |
| Orbite basse                    | 9 m/s2               | 6 mm/s2              | 200 pm/s2               | 9 m/s2                   | Non            |
| 200 000 km de la Terre          | 10 mm/s2             | 6 mm/s2              | 200 pm/s2               | jusqu'à 12 mm/s2[Quoi ?] | Oui            |
| 6 millions de km de la Terre    | 10 μm/s2             | 6 mm/s2              | 200 pm/s2               | 6 mm/s2                  | Oui            |
| 3,7 milliards de km de la Terre | 29 pm/s2             | 10 μm/s2             | 200 pm/s2               | 10 μm/s2                 | Oui            |
| 0,1 année-lumière de la Terre   | 400 am/s2            | 200 pm/s2            | 200 pm/s2               | jusqu'à 400 pm/s2        | Oui            |